# Andrea Congreaves
Andrea Fiona Congreaves (Epsom, 3 giugno 1970) è un'ex cestista britannica, professionista nella WNBA.

## Carriera
È stata selezionata dalle Charlotte Sting al quarto giro del Draft WNBA 1997 (26ª scelta assoluta).

## Statistiche

### Presenze e punti nei club
Dati aggiornati al 30 giugno 2012
| Stagione        | Squadra            | Competizione | Partite | Partite | Partite | Statistiche tiro | Statistiche tiro | Statistiche tiro | Altre statistiche | Altre statistiche | Altre statistiche | Altre statistiche | Altre statistiche |
| Stagione        | Squadra            | Competizione | Pres.   | Titol.  | Minuti  | Tiri da 2        | Tiri da 3        | Liberi           | Rimb.             | Assist            | Rubate            | Stopp.            | Punti             |
| --------------- | ------------------ | ------------ | ------- | ------- | ------- | ---------------- | ---------------- | ---------------- | ----------------- | ----------------- | ----------------- | ----------------- | ----------------- |
| 1993-1994       | Nardini Viterbo    | Serie A1     | 25      |         | 907     | 207/334          | 1/9              | 112/145          | 296               | 18                | 83                |                   | 529               |
| 1994-1995       | Vivo Vicenza       | Serie A1     | 26      |         | 961     | 191/346          | 5/22             | 87/114           | 215               | 9                 | 61                |                   | 484               |
| 1996-1997       | Pool Comense       | Serie A1     | 21      |         | 586     | 93/134           | 22/45            | 26/34            | 112               | 2                 | 31                |                   | 278               |
| 1997-1998       | Pool Comense       | Serie A1     | 28      |         | 720     | 78/120           | 26/81            | 22/35            | 140               | 9                 | 47                |                   | 256               |
| 2000-2001       | Isab Energy Priolo | Serie A1     | 8       |         | 201     | 23/39            | 1/8              | 10/15            | 30                | 2                 | 12                |                   | 59                |
| 2004-2005       | Copra Alessandria  | Serie A1     | 14      |         | 513     | 44/84            | 18/37            | 27/36            | 117               | 10                | 18                |                   | 169               |
| Totale carriera |                    |              |         |         |         |                  |                  |                  |                   |                   |                   |                   |                   |